# Железное кунг-фу кантонца
«Железное кунг-фу кантонца» (кит. 廣東鐵橋三, англ. Cantonen Iron Kung Fu) — гонконгский фильм с боевыми искусствами режиссёра Лэй Чхиу, вышедший в 1979 году.

## Сюжет
Лён Куань — рабочий на верфи. Из-за недопонимания он ввязывается в драку с коллегой Ю. После того, как конфликт разрешается, они становятся друзьями. Между тем, продажный делец, Чёрный Орёл, планирует захватить верфь. Ю выступает против этого, вызывает на бой несколько людей Орла, но, в конечном счёте, погибает. Увидев смерть друга, Лён клянётся отомстить, несмотря на свой низкий уровень навыков в боевых искусствах. Затем Лён встречается с торговцем и мастером боевых искусств, Линь Тхаухоем, который становится его наставником. Чёрный Орёл убивает Линя и друзей Лёна. Позже Чань Сун, боец, который отслеживал Чёрного Орла с Северного Китая в течение шести лет, сталкивается с Лёном, и вместе они объединяются против общего врага.

## В ролях
- Лён Каянь — Лён Куань[кит.]
- Вон Чун[кит.] — Чань Сун
- Дин Хуачун — вор
- Филлип Коу — Чёрный Орёл
- Ло Кхэй
- Чан Чиую
- Лэй Танчхой
- Ван Ся[кит.] — Линь Тхаухой
- Ма Цзиньгу
- Пан Сань
- Сяо Ду
- Хуан Чжун
- Фан Ися
- Фан Ин
- Цзин Гочжун
- Саймон Тоу
- Юнь Камлёнь
- Лау Фэй
- Лэй Чхиу — Ю

## Съёмочная группа
- Компания: Chiu Lik Films
- Продюсеры: Цай Юань, Лэй Чхиу
- Исполнительные продюсеры: Юнь Камлёнь, Лю Цзюньфэй
- Режиссёр: Лэй Чхиу
- Ассистент режиссёра: Саймон Тоу, Фан Ися
- Сценаристы: Вай Сань, Лэй Чхиу
- Постановка боевых сцен: Лау Чёньфай, Чан Чиую
- Оператор: Лай Вэньсин, Чен Каптун